# Adam Butcher
Pour les articles homonymes, voir Butcher.
Adam Butcher est un acteur canadien né le 20 octobre 1988 à Cambridge, en Ontario (Canada).

## Biographie
Né dans une famille baignant dans le milieu du cinéma (sa sœur est actrice, sa tante est agent d'acteurs), Adam Butcher se lance tout naturellement dans une carrière d'acteur dès l'âge de 9 ans.
Habitué de séries télévisées, il franchit le pas du grand écran en décrochant à 15 ans le rôle-titre de Ralph, long-métrage récompensé dans de nombreux festivals, et qui reste à ce jour son plus grand succès public et critique. Il a été nommé au Prix Génie 2005 du meilleur acteur pour Ralph.
Sa carrière prend un tournant lorsqu'il est choisi au pied levé pour interpréter Butch dans Dog Pound, un rôle de prisonnier mineur très violent. Le rôle était d'abord dévolu à l'artiste de hip-hop K'Naan qui se désistait trois jours avant le premier coup de manivelle, pour se consacrer entièrement à son album .

## Filmographie

### Télévision
- 2009 : La Traversée des enfers (Hellhounds) (Téléfilm) : Nikandros
- 2011 : Médecins de combat (Combat Hospital) (Épisode 3) : Soldat
- Derek (Life with Derek)

### Cinéma
- 2004 : Ralph de Michael McGowan : Ralph Walker
- 2006 : Heyday! de Gordon Pinsent : Terry Fleming
- 2010 : Dog Pound de Kim Chapiron : Butch
- 2011 : The Bend de Jennifer Kierans : Jason Campbell
- 2012 : The Lesser Blessed de Anita Doron : Darcy Mcmanus
- 2012 : Blanche Neige (Mirror Mirror) de Tarsem Singh : Servant #2
- 2013 : Wolves de David Hayter
- 2014 : Debug
- 2016 : ARQ : Cuz